# Rząd Georga Michaelisa
Rząd Georga Michaelisa – 14 lipca 1917 – 24 października 1917 
| Funkcja                                                 | Imię i nazwisko                                                              | Partia      |
| ------------------------------------------------------- | ---------------------------------------------------------------------------- | ----------- |
| Reichskanzler - Kanclerz Rzeszy                         | Georg Michaelis                                                              | bezpartyjny |
| Stellvertreter des Reichskanzlers - Wicekanclerz Rzeszy | Karl Helfferich                                                              | bezpartyjny |
| Sekretarz stanu do spraw zagranicznych                  | Arthur Zimmermann (do 5 sierpnia 1917) Richard von Kühlmann                  | bezpartyjny |
| Sekretarz stanu do spraw wewnętrznych                   | Karl Helfferich                                                              | bezpartyjny |
| Sekretarz stanu w urzędzie sprawiedliwości              | Hermann Lisco (do 5 sierpnia 1917) Paul von Krause                           | bezpartyjny |
| Sekretarz stanu w urzędzie finansów                     | Siegfried von Roedern                                                        | bezpartyjny |
| Sekretarz stanu w urzędzie gospodarki                   | Rudolf Schwander                                                             | bezpartyjny |
| Sekretarz stanu w urzędzie aprowizacji                  | Adolf Tortilowicz von Batocki-Friebe (do 5 sierpnia 1917) Wilhelm von Waldow | bezpartyjny |
| Sekretarz stanu w urzędzie pracy                        | wakat                                                                        |             |
| Sekretarz stanu w urzędzie marynarki wojennej           | Eduard von Capelle                                                           | bezpartyjny |
| Sekretarz stanu w urzędzie poczty                       | Reinhold Kraetke (do 5 sierpnia 1917) Otto Rüdlin                            | bezpartyjny |
| Sekretarz stanu w urzędzie skarbu                       | Siegfried von Roedern                                                        | bezpartyjny |
| Sekretarz stanu do spraw kolonii                        | Wilhelm Solf                                                                 | bezpartyjny |